# Renato Cajá
Renato Adriano Jacó Morais, znany jako Renato Cajá (ur. 15 września 1984 w Cajazeiras) – brazylijski piłkarz grający na pozycji pomocnika w Kashima Antlers.

## Kariera
Występował w zespołach: EC Juventude, Ponte Preta, Grêmio i Botafogo, które były sklasyfikowane w Campeonato Brasileiro.
8 marca 2011 klub Guangzhou Evergrande ogłosił, że Cajá został kupiony za 2,25 miliona dolarów i podpisał z nimi kontrakt na cztery lata.
15 lipca 2011 został wypożyczony do Ponte Preta na okres 1 roku.
W czerwcu 2012 Renato został wypożyczony do Kashima Antlers na 6 miesięcy, z opcją wykupu na koniec 2012 za opłatą 2 milionów dolarów. W dniu 1 sierpnia 2012 Renato strzelił swojego pierwszego gola dla Kashima.

## Sukcesy
- Ferroviária
  - Copa Paulista de Futebol: 2006
- Botafogo
  - Taça Guanabara: 2010
  - Taça Rio: 2010
  - Campeonato Carioca: 2010
- Guangzhou Evergrande
  - Chinese Super League: 2011
- Kashima Antlers
  - Suruga Bank Championship: 2012
  - J. League Cup: 2012